# ささやきの回廊
ささやきの回廊（ささやきのかいろう）は、人の囁き声が距離の離れたところで聞こえる建築物、またその現象自体を指す言葉である。ドームやヴォールトなど、きれいな円となっている楕円体形状のために声が反射し、建築物の反対側から発した声が正反対側に届く現象である。

## ささやきの回廊のある建造物
アメリカ合衆国
- 国会議事堂・国立彫像ホール
- テキサス州会議事堂
- ミズーリ州会議事堂
- グランド・セントラル駅
- サンフランシスコ・シティ・ホール

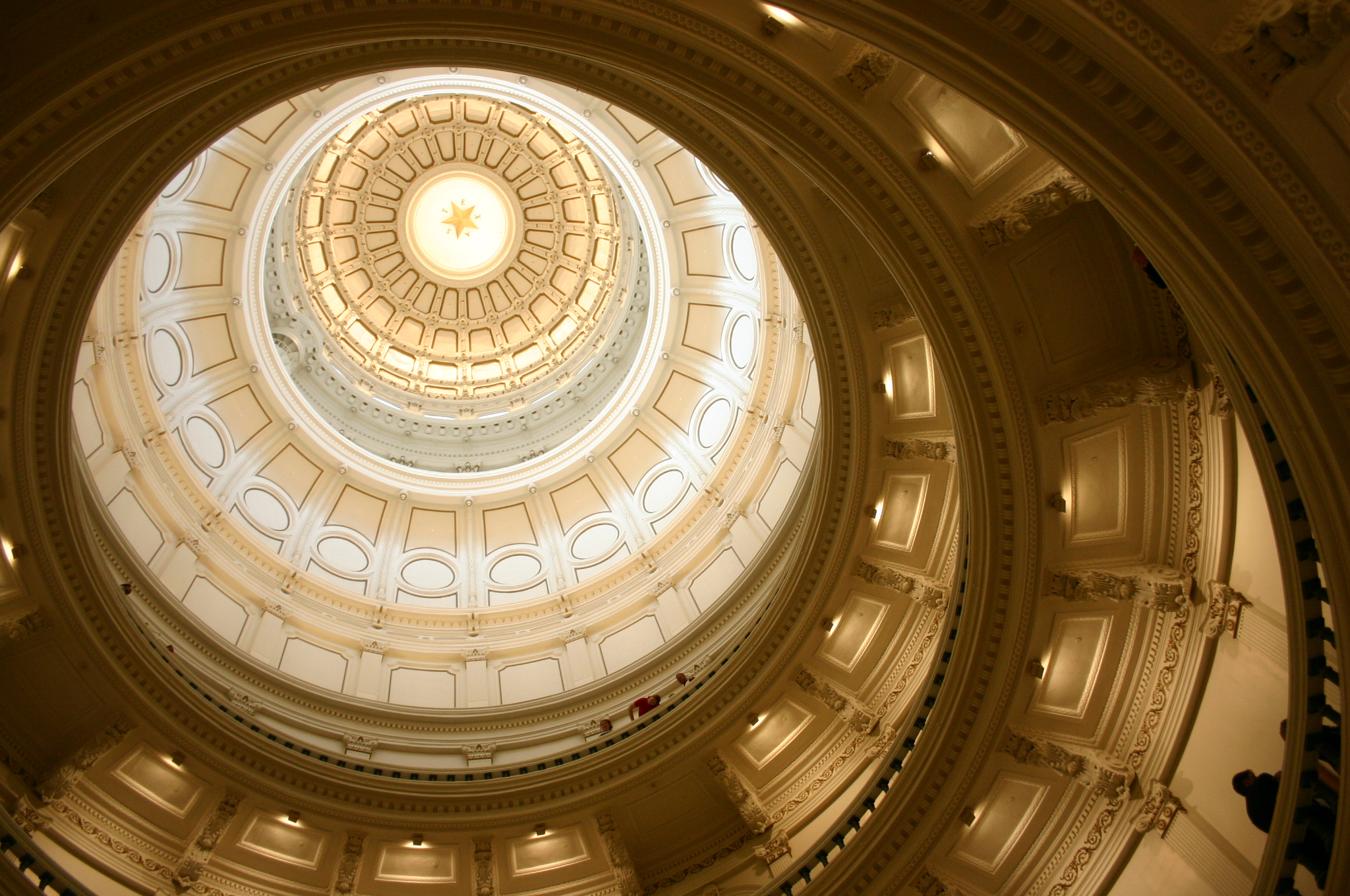
テキサス州会議事堂

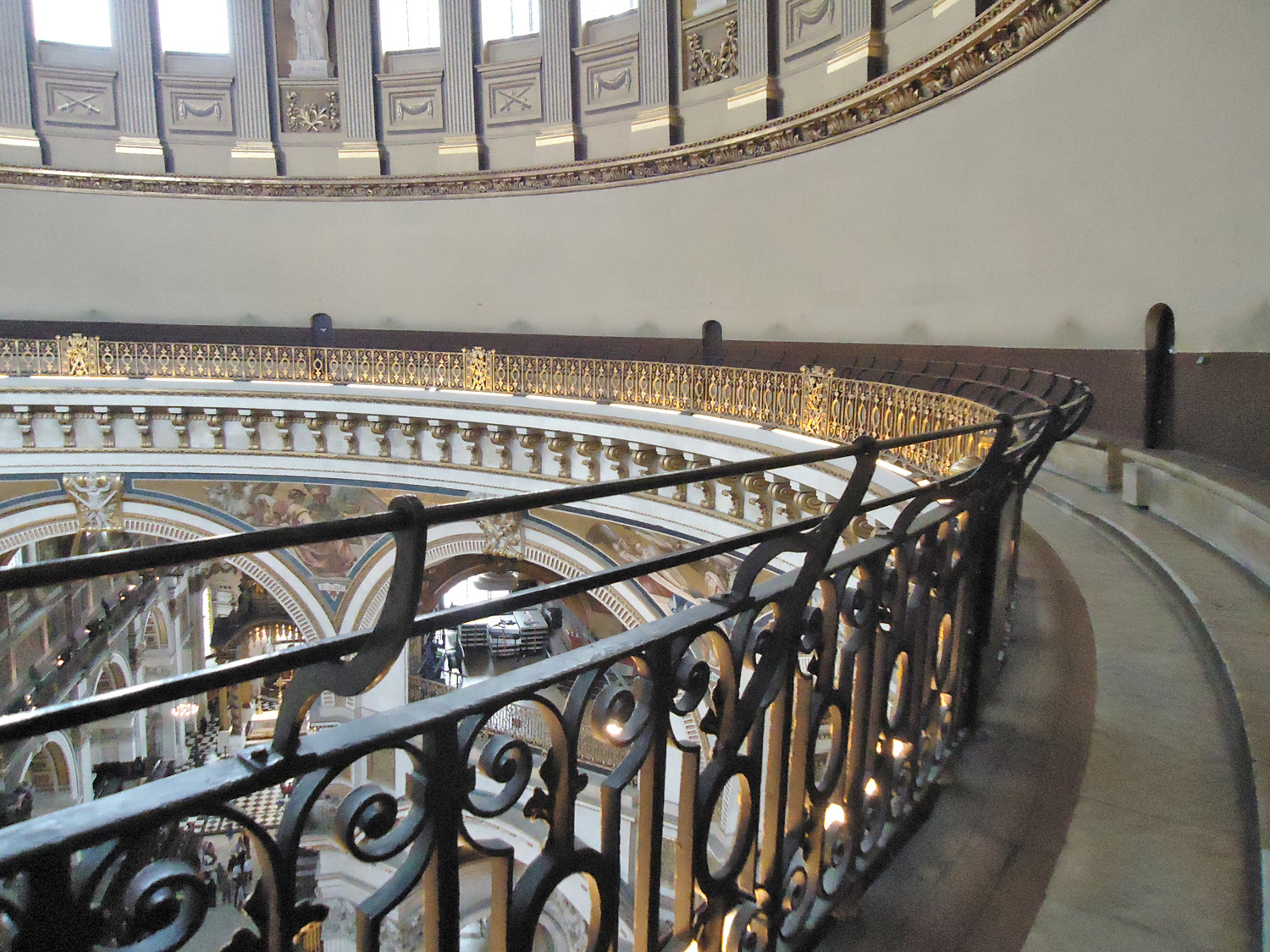
セント・ポール大聖堂 ささやきの回廊

- ユニオン・ターミナル・シンシナティ博物館センター
- スタンフォード大学図書館

イギリス
- セント・ポール大聖堂
- ドラーアカデミー図書館
- バーミンガム大学・エントランスホール

日本
- 神戸国際会館円形庭園